# Kangar
Kangar es una ciudad de Malasia, capital del estado de Perlis, situado en el extremo septentrional de Malasia Peninsular. Tiene una población de cerca de 50.000 habitantes y un área de 2.500 ha. 